# Mainzi Művészeti Egyetem
A Mainzi Művészeti Egyetem (Kunsthochschule Mainz, korábban: Mainzi Képzőművészeti Akadémia) a Mainzi Zeneművészeti Egyetemmel együtt a mainzi Johannes Gutenberg Egyetemhez tartozik. Ez az egyetlen művészeti főiskola a németországi Rajna-vidék-Pfalz tartományban.

## Története
A mai művészeti főiskola eredete az 1757. december 23-án alapított festő- és szobrászválasztó akadémiához nyúlik vissza. 1785-ben rajzakadémiaként a Választmányhoz csatlakozott. 1797-ben a tanítást leállították Napóleon csapatainak inváziója után. A nehéz politikai körülmények miatt ez a megszakítás egészen 1841-ig tartott, amikor kézműves rajziskolaként újra megnyílt. A mintarajz-modellező iskola kiépítése után kézműves- és képzőművészeti iskola lett, amely a második világháború okozta megszakítás után 1946-ban állami épülettervező- és művészeti iskolaként folytatta az oktatást. A további átalakításokat és névváltoztatásokat (Állami Művészeti Iskola, Állami Iparművészeti Iskola, Állami Egyetemi Művészeti és Kézművesképző Intézet) követte 1972-ben a mainzi Johannes Gutenberg Egyetem félig autonóm tanszékének szervezetéhez való tartozása. A tanszék 2001 óta a Képzőművészeti Akadémia nevet viseli. 2010-ben az akadémia kivált az egyetem tanszéki struktúrájából, és azóta nagyobb autonómiát kapott, Johannes Gutenberg Egyetem Mainzi Művészeti Egyeteme néven.

## Tanfolyamok
- Képzőművészet, végzettség: Képzőművészeti oklevél, normál tanulmányi idő 9 félév
- Képzőművészet tanári diploma középiskolák és általános iskolák számára két tantárgyból (BA/MEd), diploma: mesterképzés

Mindkét diploma felvételre jogosult a mesterképzésre az adott tanszékvezetőn keresztül.
A művészethez kapcsolódó tudományokban rendszeres doktori fokozatra is van lehetőség.

## Osztályok
Művészeti osztályok és professzorok
- Alap osztály (Thomas Schmidt és Heike Aumüller)
- Szobrászat (Tamara Grcic)
- Szobrászat (Sabine Groß)
- Szobrászat (Martin Schwenk)
- Film (John Skoog)
- Fényképészet (Judith Samen)
- Festészet (Anne Berning)
- Festészet ( Shannon Bool )
- Festészet (Nikolas Gambaroff)
- Médiaművészet (Dieter Kiessling)
- Rajz (Megan Francis Sullivan)[1]
- GRC Class Fine Art (Parastou Forouhar)

Művészettel kapcsolatos tudományok és professzorok
- Művészeti didaktika ( Carmen Mörsch )
- Művészettel kapcsolatos elmélet (Linda Hentschel)

## Fordítás
- Ez a szócikk részben vagy egészben  a   Kunsthochschule Mainz című német Wikipédia-szócikk fordításán alapul.  Az eredeti cikk szerkesztőit annak laptörténete sorolja fel. Ez a jelzés csupán a megfogalmazás eredetét és a szerzői jogokat jelzi, nem szolgál a cikkben szereplő információk forrásmegjelöléseként.